# Sifakor
Sifakor (Propithecus) är ett släkte i primatfamiljen silkeslemurer. Deras namn är onomatopoetiskt och härmar varningsläten ("si fak") som förekommer hos några arter. Släktet består av åtta eller nio arter som alla lever på Madagaskar.

## Kännetecken
Sifakor är medelstora arter i familjen och når en kroppslängd mellan 45 och 55 centimeter samt en vikt mellan 4 och 6 kilogram. Därtill kommer svansen som är lika lång som övriga kroppen. Den långa pälsen har beroende på art olika mönster. Färgen varierar mellan gulvit och svartbrun. Rödbruna och gråa nyanser kan likaså förekomma. På undersidan är pälsen kortare än på ovansidan. Det runda ansiktet är alltid svart och saknar hår.  Arternas armar är ganska korta och benen är långa och kraftiga.

## Levnadssätt och föda
Dessa primater är aktiva på dagen och lever i träd. De har särskilt bra förmåga att klättra och dessutom utför de hopp från gren till gren, ibland över 10 meter. På marken hoppar de liksom andra silkeslemurer på sina bakre extremiteter. För att hålla balansen sträcker de sina främre extremiteter uppåt. När de inte letar efter föda vilar de vanligen på grenar och solbadar. Sifakornas flockar är de största i familjen med upp till 13 individer. De har vanligen ett revir som markeras med sekret från doftkörtlarna och med urin. I kanten överlappar territorierna varandra.
Sifakor är växtätare och livnär sig av blad, blommor och frukter.

## Fortplantning
Parningstiden sträcker sig från januari till mars och hanar strider med varandra om rätten att para sig. Efter dräktigheten som varar i fyra till fem månader föds vanligen en unge som i början klamrar sig fast vid moderns buk och senare på hennes rygg. Efter ungefär 6 månader sluter honan att ge di och ungdjuret är efter två till tre år könsmoget. Livslängden kan gå vanligen upp till 18 år. En individ i fångenskap levde 23 år och 4 månader.

## Hot
Alla arter hotas av förstöring av levnadsområdet och av jakt. IUCN listar åtta arter som akut hotade (critically endangered) och endast Propithecus edwardsi som starkt hotad (endangered). Med undantag av arten "vanlig" sifaka (Propithecus verreauxi) uppskattas populationen för alla arter till mindre än 10 000 individer.

## Arter
Släktet består av åtta eller nio arter som fördelas på två grupper:
- diadema-gruppen, är lite större samt lever i östra och nordöstra Madagaskar
  - Propithecus candidus
  - Diademsifaka (Propithecus diadema)
  - Propithecus edwardsi
  - Propithecus perrieri
  - Propithecus tattersalli
- verreauxi-gruppen, arterna är lite mindre samt lever i västra och sydvästra Madagaskar
  - Propithecus coquereli
  - Propithecus deckenii
  - Propithecus coronatus
  - Sifaka (Propithecus verreauxi)